# Supermad
Supermad, superfødevarer eller superfood er navne som bruges for visse typer af mad, der er særligt rige på blandt andet vitaminer og mineraler. Kendte fødevarer, som ofte kaldes supermad er blåbær, broccoli og spinat, men de seneste år er stadig flere eksotiske planter kommer til - fx chiafrø og quinoa.
Supermad er ikke et videnskabeligt begreb, men udtrykket er opstået blandt producenter af og fortalere for kosttilskud. Supermad er i løbet af 2000-årene blevet en trend.
Der er ikke videnskabeligt grundlag for at sige, at supermad er sundere end en normal varieret kost, og der er skepsis om tendensen blandt læger og ernæringseksperter. Nogle former for supermad kan også være skadelige ved høje indtag. En kost baseret på supermad kan også være en dyr fornøjelse.
I EU er det ikke tilladt at bruge begrebet supermad i markedsføring om et produkt medmindre kan følges af en specifik autoriseret sundhedspåstand.